# Социјалистичка Република Србија
Социјалистичка Република Србија (скраћено СР Србија и СРС) била је једна од шест република које су сачињавале Социјалистичку Федеративну Републику Југославију (СФРЈ).
Била је највећа и најмногољуднија југословенска република и састојала се из три дела — уже Србије и две аутономне покрајине — САП Војводине и САП Косова. Главни град био је и главни град СФР Југославије — Београд.
Настала је непосредно по ослобођењу Србије у јесен 1944. године. Званичне органе добила је конституисањем Антифашистичке скупштине народног ослобођења Србије (АСНОС) на првом заседању које је у 9. новембра 1944. одржано у Београду, а потом је на заседању АСНОС у 9. априлу 1945. године добила назив — Федерална Држава Србија. Након проглашења Устава Федеративне Народне Републике Југославије (ФНРЈ), променила је 19. фебруара 1946. назив у Народна Република Србија. Усвајањем Устава Србије 9. априла 1963. добила је назив — Социјалистичка Република Србија, који је носила до 28. септембра 1990, када је доношењем новог Устава Србије преименована у Република Србија.

## Историја
Настанак Социјалистичке Републике Србије нераскидиво је везан за период Другог светског рата од 1941. до 1944. године, као и борбу југословенских партизана, предвођених Комунистичком партијом Југославије (КПЈ), јер је као резултат њихове победе дошло је до федерализације Југославије и проглашења републике.
Априла 1941. године Краљевина Југославија је била нападнута и окупирана од стране сила Осовине, предвођених Трећим рајхом. Већ током лета у западној Србији је избио устанак против окупатора, који се убрзо проширио на читаву територију Србије, али пре свега на Шумадију. Током јесени створена је прва слободна територија у тад окупираној Европи, под називом Ужичка република. Окупатор је убрзо окупио веће снаге и под страшним терором покушао да угуши устанак, али се главнина устаничких снага пребацила у Црну Гору и Босну. Током 1942. и 1943. године главна устаничка жаришта на територији Србије су била у јужној Србији.
У лето и јесен 1944. године долази до пробоја партизанских снага из правца река Лима и Дрине. У исто време на Дунав, код румунске границе избијају јединице совјетске Црвене армије. До краја 1944. године заједничким акцијама Црвене армије и јединица НОВ и ПОЈ ослобођена је територија централне и јужне Србије, као и Војводина.
Иако су тада још увек, под покровитељством Савезника, трајали преговори између руководства НОП-а и краљевске Владе око дефинитивног статуса Југославије на ослобођеној територији је отпочело формирање нових органа „народне власти”. У тек ослобођеном Београду је од 9. до 12. новембра одржано Прво заседање Антифашистичке скупштине народног ослобођења Србије (АСНОС) на коме су усвојене одлуке донете на Другом заседању АВНОЈ-а о будућем федералном уређењу Југославије.
Априла 1945. године у Београду је одржано ново заседање АСНОС-а на коме је он преименован у Народну скупштину Србије и тада је званично настала Федерална Држава Србија. После проглашења ФНРЈ, новембра 1945. и доношења Првог устава ФНРЈ, јануара 1946. Народна скупштина Србије је 19. фебруара 1946. године Федералну Државу Србију преименовала у Народну Републику Србију. Новембра 1946. одржани су избори за Уставотворну скупштину на којима је већину однела листа Народног фронта Србије, на челу са Комунистичком партијом, а јануара 1947. године донесен је и Устав НР Србије.
Даље уставне и друштвено политичке промене, пратиле су промене на савезном нивоу, па је тако 1953. године усвојен Уставни закон којим су извршене одређене измене у политичком систему. Године 1963. донесен је нови Устав Југославије, којим је ФНРЈ преименована у СФРЈ, па је с тим у вези донет и нови Устав Србије којим је Народна Република Србија преименована у Социјалистичку Републику Србију. Такође овим уставом је дотадашња Аутономна Косовко-метохијска област добила статус Аутономне покрајине.
Године 1974. донесен је нови Устав СФРЈ, као и нови Устав СР Србије. Овај устав је довео до дезинтеграције Југославије јер је више јачао улогу република него савезне државе. Такође устав Србије је тадашњим аутономним покрајинама — САП Војводини и САП Косову дао још већа овлашћења минимизирајући утицај републике на дешавања у покрајинама.
Током 1980-их година у СР Србији је дошло до нагомилавања проблема насталих Уставом из 1974. године, као и економском кризом. На ово су посебно утицали све већи етнички проблеми у САП Косову, као и јачање сепаратистичког покрета. Током 1987. и 1988. године долази смене у руководству тада владајућег Савеза комуниста Србије и потом долази тзв „антибирократске револуције” у којој су смењена руководства у САП Војводини и САП Косову. Као резултат овога марта 1989. године Скупштина СР Србије усваја уставне амандмане којима се покрајинама одузимају сви елементи државности.
Почетком 1990. године долази до распада Савеза комуниста Југославије (СКЈ) и отпочиње политички распад СФРЈ, услед првих вишестраначких избора који су током ове године одржани у већини југословенских република. Нови устав Србије донесен је 28. септембра 1990. године и њиме је Социјалистичка Република Србија преименована у Републику Србију, а покрајини Косово је враћен стари назив Косово и Метохија.

## Привреда
После завршетка Другог светског рата врши се нагли развој у свим видовима привреде. У овом периоду такође се одвијало пресељење српске индустрије у западне југословенске републике.
Исто тако се развија и туризам од којих је планински и бањски имао највише могућности за развој због многих природних лепота и извора лековите воде. Од бања су најпознатије: Врњачка, Бања Ковиљача, Матарушка, Сокобања и Нишка Бања.

## Друштво и култура
У Социјалистичкој Републици Србији се доста улагало у културу и спорт.
Музика је такође била доста популарна. Међу певачима народне музике истицали су се — Тозовац, Цуне Гојковић, Силвана Арменулић, Лепа Лукић, Тома Здравковић, Мирослав Илић и други. У забавној музици популарност су стекли: Ђорђе Марјановић, Лола Новаковић, Мики Јевремовић, Нада Кнежевић, Душан Јакшић, Драган Стојнић, Боба Стефановић, Лео Мартин, Бисера Велетанлић, а у рок музици: Корни и YU група, Смак, Рибља Чорба, ЕКВ, Бајага и Инструктори, Кербер, Галија, Ђорђе Балашевић, Оливер Мандић и други.
Званично религијско деловање и опредељивање није било забрањено законом о социјалистичком државном атеизму као у суседној Народној Социјалистичкој Републици Албанији. Свештена лица имала су право да се политички ангажују кроз чланство у Социјалистичком савезу радног народа Југославије (ССРНЈ). Законски су верске заједнице тј. удружења биле у обавези да се старају о материјалном стању свог свештенства и чланова својих удружења. Најбројнија верска заједница била је православна, званични назив Српске православне цркве у регистру верских удружења у СР Србији и Југославији био је Главни савез удруженог православног свештенства Југославије. Поред православља био је присутан и католицизам, протестантизам, ислам, јудаизам и атеизам који је био заступљен кроз државну политику самоуправног социјализма и доминантном владавином Савеза комуниста Југославије.
Комунисти су водили борбу против српске интелигенције која ја афирмисала национални вредности и традиције. Комунистички лидери, попут Милована Ђиласа и Латинке Перовић, су се неретко вербално обрушавали на српски идентитет.

## Демографија
Конститутиван народ су били Срби, а у покрајинама поред Срба конститутивну једнакост (и то од Устава из 1974. до доношења новог Устава из 1990) имале су и народности. У Војводини: Мађари, Словаци, Румуни и Русини, а на Косову и Метохији: Албанци (до пописа из 1971, користио се назив Шиптари) и Турци. На ужем подручју Србије (изван покрајина) званичне народности биле су: Албанци и Бугари, али само у општинама у којима су представљали значајан део становништва.

## Спорт
Спортисти и тимови из СР Србије постизали су значајне резултате у светским размерама. Седиште Југословенског олимпијског комитета налазило се у Београду, а спортисти из СР Србије било у појединачним или екипним спортовима освојили су велики број медаља за Југославију на међународним такмичењима.
У Београду и другим градовима одржан је велики број првенстава у различитим спортовима, а Београд је био кандидат за домаћина Олимпијских игара 1992.
1945. основана су спортска друштва СД Црвена звезда и ЈСД Партизан.
Највећи успех постигли су фудбалери београдске Црвене звезде када су 1991. године освојили Куп европских шампиона, у Барију и Интерконтинентални куп у Токију, док су фудбалери Партизана 1966. играли у финалу Купа европских шампиона као први тим из овог дела Европе. Финале овог такмичења одржано је 1973. на београдском стадиону Маракана. Тимови из Србије били су најуспешнији у домаћем првенству, а поред Црвене звезде и Партизана титуле је освојила и Војводина.
У кошаркашком првенству такође су најуспешнији били тимови из СР Србије. Титуле су освојили Црвена звезда, Партизан, ОКК Београд, Раднички Пролетер из Зрењанина. Црвена звезда је 1974. освојила Куп Рајмунда Сапорте, а Партизан је дошао до три титуле у Купу Радивоја Кораћа. Партизан је 1992. освојио најпрестижније европско такмичење, Евролигу, у време кад је држава већ била у распаду. И у женској лиги доминантни су били тимови из Србије, а титуле су освојили Црвена звезда, Раднички из Београда, Партизан, Вождовац и Војводина. Црвена звезда је 1979. тријумфовала у Евролиги за жене.
У рукометној лиги тимови из СР Србије били су други по успешности, а титуле су освојили играчи Металопластике из Шапца, Црвене Звезда, Црвенке и Пролетера из Зрењанина. Рукометаши Металопластике су освојили два пута Лигу шампиона. У женском првенству тимови из Србије освојили су највише титула. Предњачи Раднички из Београда, а прате га суботички Спартак, Вождовац, ОРК и Железничар из Београда. Рукометашице Радничког су по три пута освајале Лигу Шампиона и Куп победника купова.
Ватерполисти Партизана освојили су највише титула у лиги СФРЈ, а у Евролиги у то време освојили су чак шест титула и једну у Купу победника купова.
У одбојкашким лигама неприкосновени су били тимови из Србију. У мушкој Партизан, Црвена звезда, Југославија и Железничар из Београда, Гик Банат Зрењанин, Спартак Суботица и Велико Градиште, а у женској Црвена звезда, Партизан и Раднички из Београда. Упркос доминацији у домаћем првенству тимови из Србије нису успели да се домогну неке од европских титула за разлику од тимова других република, а најближе титули били су одбојкаши Партизана у Купу Изазивача.
У домаћем првенству у рагбију титуле су освојили Динамо и Јединство из Панчева и Партизан, у хокеју на леду Партизан, а у хокеју на трави Суботичанка, Зорка и Електропривреда из Суботице.

## Територијална организација
Као федерална јединица у саставу Југославије, Србија је неколико пута мењала административно-територијалну организацију. Према законским прописима из септембра 1945. године, здражана је подела на округе, срезове и општине. Поред АП Војводине и Аутономне косовско-метохијске области (АКМО), ужа Србија се тада састојала из 16 округа и подручја града Београда. Окрузи су били: београдски, ваљевски, врањски, крагујевачки, крушевачки, лесковачки, моравски (Јагодина), новопазарски, нишки, пиротски, подрински (Шабац), пожаревачки, тимочки (Зајечар), топлички (Прокупље), ужички и чачански.
Административном реформом из 1955. године, извршено је укрупњивање управних јединица, чиме је територија Србије подељена на 42 велика среза. Процес укидања срезова у Србији био је постепен и започео је 1959. године, када су укинути срезови на подручју АКМО. Потом су 1965. године срезови укинути и на подручју АП Војводине, а исте године донет је и посебан закон по којем је број општина смањен на 185. Потом су 1966. године срезови укинути и на централном подручју СР Србије, а затим је 1967. године донет нови закон, по којем је број општина смањен на 179.
После доношења новог Устава (1974), дошло је до формирања међуопштинских-регионалних заједница које су формиране слободним удруживањем општина и било их је укупно осам на територији уже Србије, без подручја града Београда:
- Јужноморавска МРЗ — седиште Лесковац,
- МРЗ Краљево — седиште Краљево,
- МРЗ Ниш — седиште Ниш,
- Подрињско-колубарска МРЗ — седиште Ваљево,
- Подунавска МРЗ — седиште Смедерево,
- МРЗ Шумадије и Поморавља — седиште Крагујевац,
- МРЗ Титово Ужице — седиште Титово Ужице,
- МРЗ Зајечар — седиште Зајечар.

## Имена градова
У време постојања Социјалистичке Републике Србије поједини градови су носили другачија имена. Неки градови носили називе по истакнутим личностима из тада владајуће комунистичке идеологије, док су поједини градови у својим називима имали одређене географске одреднице, јер су и у другим југословенским републикама постојали градови са истим именом. Неки од тадашњих назива су били:
- Прибој на Лиму — данас Прибој
- Ранковићево (од 1949. до 1955; по Александру Ранковићу) — данас Краљево
- Светозарево (од 1946; по Светозару Марковићу) — данас Јагодина
- Титов Врбас (од 1981; по Јосипу Брозу Титу) — данас Врбас
- Титова Митровица (од 1981; по Јосипу Брозу Титу) — данас Косовска Митровица
- Титово Ужице — (од 1946; по Јосипу Брозу Титу) данас Ужице
- Ужичка Пожега — данас Пожега

## Функционери СР Србије

### Председници
Функција председника Републике, односно председника Председништва СР Србије уведена је тек Уставом из 1974. године, а пре тога је функцију шефа државе обављао председник Антифашистичке скупштине народног ослобођења Србије, од 1944. до 1945. године, односно председник Президијума Народне скупштине, од 1945. до 1953. године. Након укидања ове функције, од 1953. до 1974. године функцију шефа државе је обављао председник Народне скупштине.
- Председник АСНОС-а (1944—1945)
  - Синиша Станковић (12. новембар 1944 — 7. април 1945)
- Председник Президијума Народне скупштине (1945—1953)
  - Синиша Станковић (7. април 1945 — март 1953)
- Председници Народне скупштине (1953—1974)
  - Петар Стамболић (децембар 1953 — април 1957)
  - Јован Веселинов (април 1957 — 26. јун 1963)
  - Душан Петровић Шане (26. јун 1963 — 6. мај 1967)
  - Милош Минић (6. мај 1967 — 6. мај 1969)
  - Драгослав Марковић (6. мај 1969 — 19. април 1974)
  - Живан Васиљевић (19. април — 6. мај 1974)
- Председници Председништва СР Србије (1974—1990)
  - Драгослав Марковић (6. мај 1974 — 5. мај 1978)
  - Добривоје Видић (5. мај 1978 — 5. мај 1982)
  - Никола Љубичић (5. мај 1982 — 5. мај 1984)
  - Душан Чкребић (5. мај 1984 — 5. мај 1986)
  - Иван Стамболић (5. мај 1986 — 14. децембар 1987)
  - Петар Грачанин (14. децембар 1987 — 20 март 1989)
  - Љубиша Игић (20. март — 8. мај 1989)
  - Слободан Милошевић (8. мај 1989 — 28. септембар 1990)

### Премијери
- Министар за Србију у Привременој влади ДФЈ (1945)
  - Јаша Продановић (7. март 1945 — 9. април 1945)
- Председници владе (1945—1953)
  - Благоје Нешковић (9. април 1945 — 5. септембар 1948)
  - Петар Стамболић (5. септембар 1948 — 5. фебруар 1953)
- Председници Извршног већа (1953—1990)
  - Петар Стамболић (5. фебруар 1953 — 16. децембар 1953)
  - Јован Веселинов (16. децембар 1953 — 6. април 1957)
  - Милош Минић (6. април 1957 — 9. јун 1962)
  - Слободан Пенезић Крцун (9. јун 1962 — 6. новембар 1964)
  - Стеван Дороњски (6. новембар 1964 — 17. новембар 1964)
  - Драги Стаменковић (17. новембар 1964 — 6. јун 1967)
  - Ђурица Јојкић (6. јун 1967 — 7. мај 1969)
  - Миленко Бојанић (7. мај 1969 — 6. мај 1974)
  - Душан Чкребић (6. мај 1974 — 6. мај 1978)
  - Иван Стамболић (6. мај 1978 — 5. мај 1982)
  - Бранислав Иконић (5. мај 1982 — 6. мај 1986)
  - Десимир Јевтић (6. мај 1986 — 5. децембар 1989)
  - Станко Радмиловић (5. децембар 1989 — 28. септембар 1990)

## Кратка хронологија
| датум                  | догађај |
| ---------------------- | --- |
| 7. јул 1941.           | Устаничком акцијом у Белој Цркви, код Крупња, отпочео устанак против окупатора у Србији. |
| 17. новембар 1941.     | У ослобођеном Ужицу формиран Главни народноослободилачки одбор за Србију. |
| 20. октобра 1944.      | Јединице Прве армијске групе НОВ и ПОЈ, уз садејство јединица совјетског Трећег украјинског фронта, ослободиле Београд, главни град Србије, чиме су већим делом завршене борбе за ослобођење Србије.                                                                            |
| 9. новембар 1944.      | У Београду одржана Велика антифашистичка народноослободилачка скупштина Србије на којој је формирана Антифашистичка скупштина народног ослобођења Србије (АСНОС), врховни законодавни и извршни орган државне власти Федералне Србије. На челу АСНОС налазило се Председништво. |
| половина децембра 1944 | У потпуности завршено ослобођење територије Србије од немачког окупатора. |
| 9. април 1945.         | На заседању у Београду, АСНОС преименован у Народну скупштину Србије, која је истог дана изабрала Народну владу Србије. Председништво АСНОС преименовано је у Председништво Народне скупштине.                                                                                  |
| 1. септембар 1945.     | Народна скупштина Србије донела Закон о установљењу и устројству Аутономне Покрајне Војводине и Аутономне Косовско-метохијске области. |
| 29. новембар 1945.     | Уставотворна скупштина ДФЈ прогласила Федеративну Народну Републику Југославију, чија је Србија била једна од шест конститутивних република. |
| 19. фебруар 1946.      | Након усвајања Устава ФНРЈ, Народна скупштина Србије донела закон којим је Федерална Србија променила назив у Народна Република Србија. |
| 10. новембар 1946.     | На територији НР Србије одржани први послератни избори за Уставотворну скупштину. |
| 17. јануар 1947.       | Уставотворна скупштина донела Устав Народне Републике Србије. |
| 5. фебруар 1953.       | Народна скупштина Србије, у складу са Уставним законом ФНРЈ, усвојила Уставни закон НР Србије, којим су извршене уставне промене, ради увођења радничког самоуправљања. Уставним изменама укинут је Президијум Народне скупштине НР Србије.                                     |
| 9. април 1963.         | Народна скупштина Србије усвојила Устав Србије којим је Народна Република Србија преименована у Социјалистичку Републику Србију. Одредбама Устава Аутономна Косовско-метохијска област подигнута је на ниво Аутономне Покрајине Косово и Метохија.                              |
| 4. октобар 1966.       | У Београду одржана седница Централног комитета СК Србије на којој су, у складу са одлукама Четвртог пленума ЦК СКЈ, на коме је јула 1966. смењен Александар Ранковић, извршене кадровске измене у Савезу комуниста Србије.                                                      |
| 30. децембар 1968.     | Усвајањем амандмана на Устав СФРЈ аутономне покрајине Војводина и Косово добиле већа овлашћења. |
| 26. октобар 1972.      | Због оптужби за „либерализам” руководиоци СК Србије Латинка Перовић и Марко Никезић поднели оставке. |
| 25. фебруар 1974       | Скупштина СР Србије усвојила нови Устав Србије, којим су аутономне покрајине Војводина и Косово добиле знатно веће надлежности и дефакто постале конститутивни делови федерације. Уставом је уведена функција Председништва СР Србије.                                          |
| 24. септембар 1987.    | У Београду одржана Осма седница ЦК СК Србије на којој је тријумфовала политичка група окупљена око председника Председништва ЦК СКС Србије Слободана Милошевића. |
| 6. октобар 1988.       | „Антибирократска револуција” у САП Војводини током које је смењено покрајинско руководство САП и СК Војводине. |
| 18. новембар 1988.     | „Антибирократска револуција” у САП Косово током које је смењено покрајинско руководство САП и СК Косова. |
| 28. март 1989.         | Скупштина СР Србије усвојила амандмане на Устав Србије којима су смањене надлежности САП Војводине и САП Косова. |
| 20. јул 1990.          | Скупштина СР Србије усвојила измене изборног закона чиме је званично уведен вишепартијски систем у СР Србији. |
| 28. септембар 1990.    | Скупштина СР Србије донела нови Устав којим је СР Србија преименована у Републику Србију. |